# Mower County
Das Mower County ist ein County im US-amerikanischen Bundesstaat Minnesota. Im Jahr 2020 hatte das County 40.029 Einwohner und eine Bevölkerungsdichte von 21,7 Einwohnern pro Quadratkilometer. Der Verwaltungssitz (County Seat) ist Austin.

## Geografie

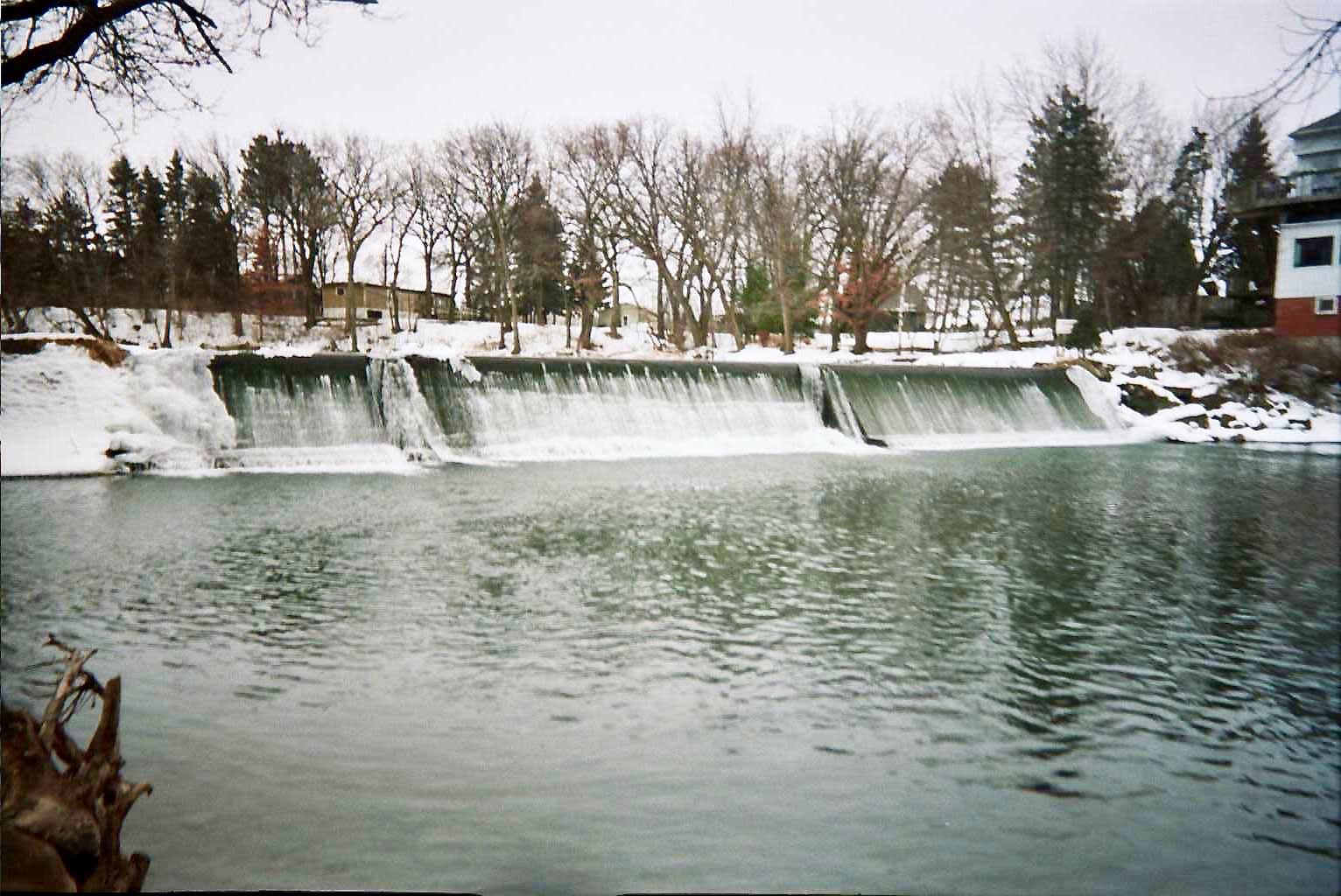
Cedar River

Das County liegt im Südosten von Minnesota und grenzt an Iowa. Es hat eine Fläche von 1843 Quadratkilometern, wovon ein Quadratkilometer Wasserfläche ist. Von Nord nach Süd wird das County vom Cedar River durchflossen, einem Nebenfluss des in den Mississippi mündenden Iowa River. An das Mower County grenzen folgende Nachbarcountys:
| Steele County       | Dodge County           | Olmsted County       |
| Freeborn County     |                        | Fillmore County      |
| Worth County (Iowa) | Mitchell County (Iowa) | Howard County (Iowa) |

## Geschichte
Das Mower County wurde am 20. Februar 1855 aus Teilen des Rice County gebildet. Benannt wurde es nach John Edward Mower (1815–1879), einem Mitglied der Verwaltung des Minnesota - Territoriums in den 1850er Jahren.

### Historische Objekte

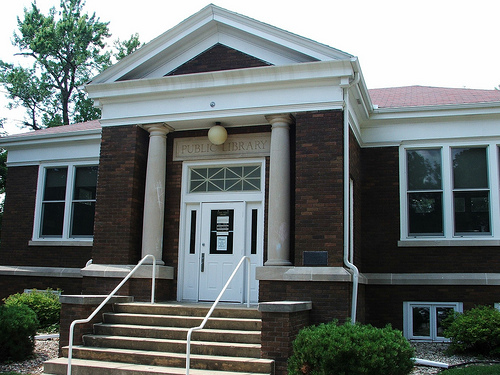
LeRoy Public Library
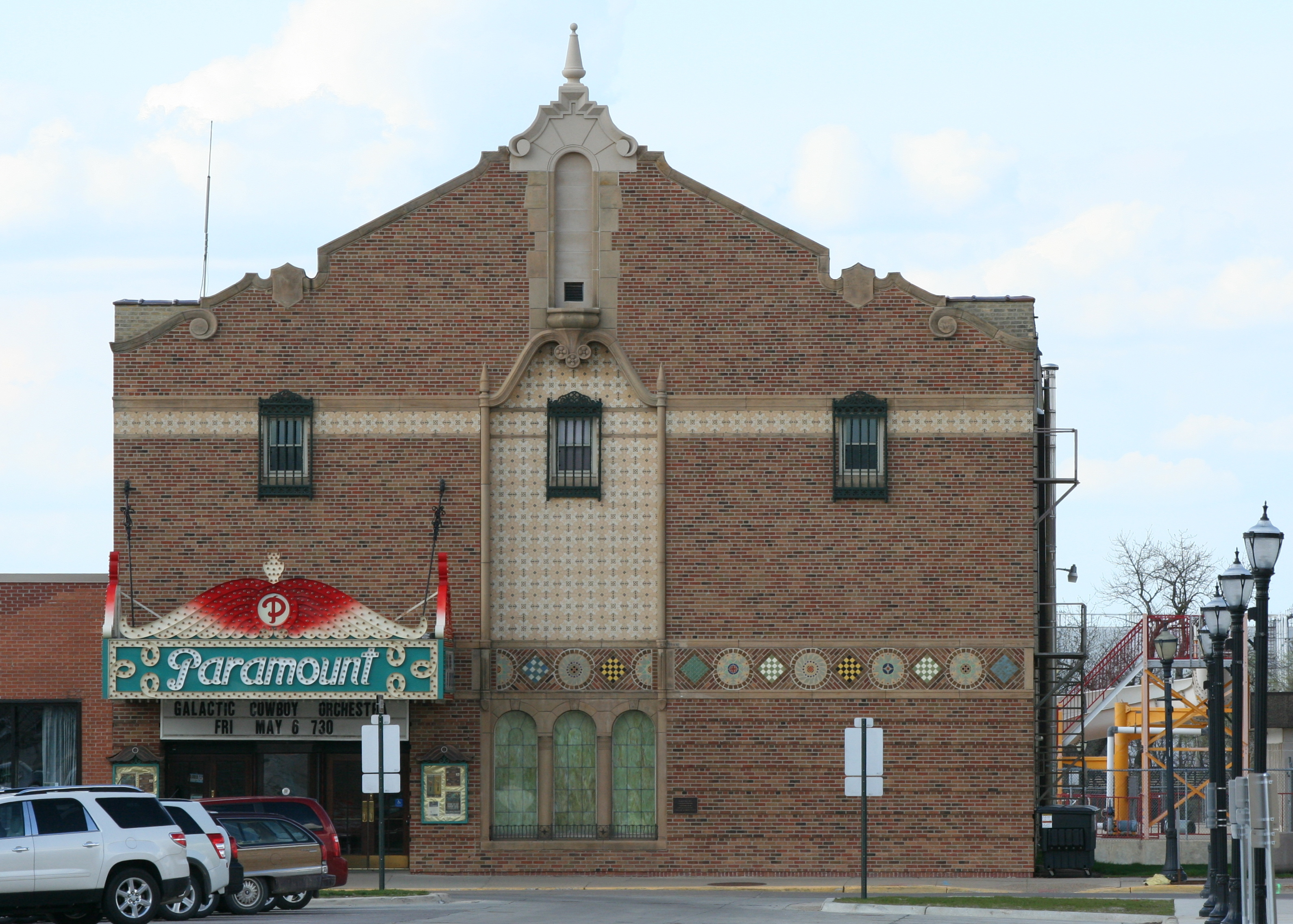
Paramount Theater in Austin

Weitere historische Objekte:
- Liste der Einträge im National Register of Historic Places im Mower County

## Demografische Daten
Nach der Volkszählung im Jahr 2010 lebten im Mower County 39.163 Menschen in 16.042 Haushalten. Die Bevölkerungsdichte betrug 21,3 Einwohner pro Quadratkilometer. In den 16.042 Haushalten lebten statistisch je 2,39 Personen.
Ethnisch betrachtet setzte sich die Bevölkerung zusammen aus 93,6 Prozent Weißen, 2,6 Prozent Afroamerikanern, 0,4 Prozent amerikanischen Ureinwohnern, 1,9 Prozent Asiaten, 0,2 Prozent Polynesiern sowie aus anderen ethnischen Gruppen; 1,3 Prozent stammten von zwei oder mehr Ethnien ab. Unabhängig von der ethnischen Zugehörigkeit waren 11,0 Prozent der Bevölkerung spanischer oder lateinamerikanischer Abstammung.
25,4 Prozent der Bevölkerung waren unter 18 Jahre alt, 57,6 Prozent waren zwischen 18 und 64 und 17,0 Prozent waren 65 Jahre oder älter. 50,1 Prozent der Bevölkerung war weiblich.

Das jährliche Durchschnittseinkommen eines Haushalts lag bei 45.596 USD. Das Pro-Kopf-Einkommen betrug 24.170 USD. 15,3 Prozent der Einwohner lebten unterhalb der Armutsgrenze.

## Ortschaften im Mower County
Citys
| - Adams - Austin - Brownsdale - Dexter - Elkton | - Grand Meadow - Le Roy - Lyle - Mapleview - Racine | - Rose Creek - Sargeant - Taopi - Waltham |

Census-designated place (CDP)
- Lansing

Andere Unincorporated Communities
| - Andyville - Corning1 - Johnsburg - Mayville | - Nicolville - Ramsey - Renova - Varco |

1 – teilweise im Freeborn County

## Gliederung
Das Mower County ist neben den 14 Citys in 20 Townships eingeteilt:
| Township              | Einwohner (2010) | FIPS     |
| --------------------- | ---------------- | -------- |
| Adams Township        | 452              | 27-00208 |
| Austin Township       | 1004             | 27-02926 |
| Bennington Township   | 169              | 27-05176 |
| Clayton Township      | 158              | 27-11728 |
| Dexter Township       | 310              | 27-15904 |
| Frankford Township    | 371              | 27-22328 |
| Grand Meadow Township | 306              | 27-25028 |
| Lansing Township      | 941              | 27-35576 |
| Le Roy Township       | 354              | 27-36638 |
| Lodi Township         | 270              | 27-37808 |

| Township                 | Einwohner (2010) | FIPS     |
| ------------------------ | ---------------- | -------- |
| Lyle Township            | 356              | 27-38672 |
| Marshall Township        | 361              | 27-40706 |
| Nevada Township          | 338              | 27-45322 |
| Pleasant Valley Township | 304              | 27-51640 |
| Racine Township          | 455              | 27-52900 |
| Red Rock Township        | 747              | 27-53584 |
| Sargeant Township        | 310              | 27-58594 |
| Udolpho Township         | 448              | 27-66118 |
| Waltham Township         | 339              | 27-67936 |
| Windom Township          | 606              | 27-70816 |